# Kaple svatého Jana Nepomuckého (Dolní Štěpanice)
Kaple svatého Jana Nepomuckého je římskokatolická kaple v Dolních Štěpanicích, části obce Benecko. Patří do farnosti Horní Štěpanice.

## Historie
Před Zubatého mlýnem (dnešní Delfi) stála dřevěná kaplička. Majitel mlýna, Jan Zubatý mladší, se rozhodl kapli roku 1895 zbourat a vystavět novou v novogotickém stylu.

## Bohoslužby
Pravidelné bohoslužby se v kapli nekonají. Poutní mše svatá se koná v neděli po 16. květnu.